# 振武县
振武县，中国古县名。
汉朝时为定襄郡盛乐县。辽朝时置振武县，治所在今内蒙古自治区和林格尔县西北土城子。属丰州。金朝时废。